# Piazza Vittorio Emanuele II (Rieti)
Piazza Vittorio Emanuele II o del Comune, nota in epoca medievale come platea statuae, è la principale piazza di Rieti.

## Descrizione

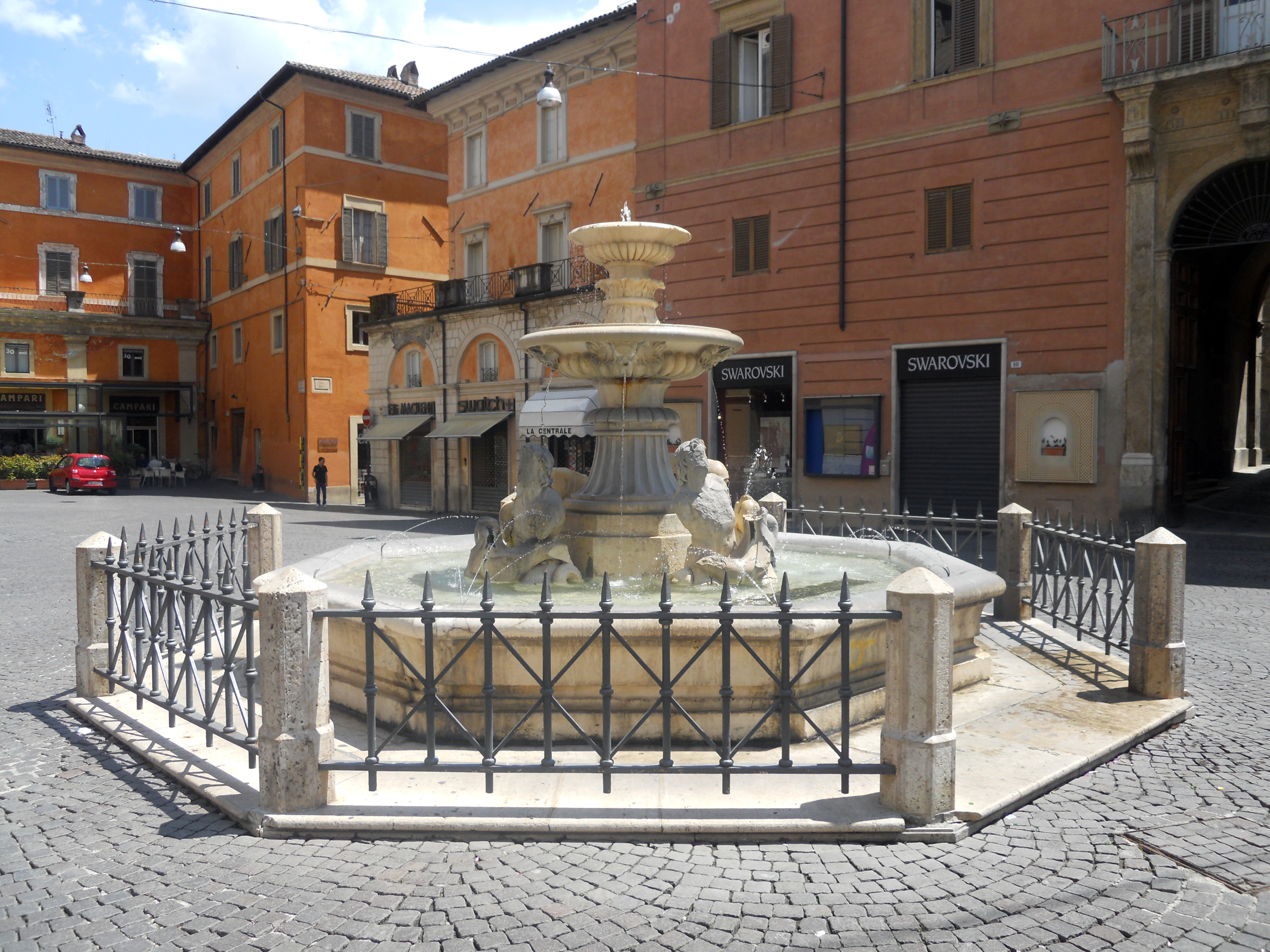
La fontana dei Delfini

La piazza si trova nel punto più alto e centrale della città. Si trova all'incrocio delle più importanti arterie del centro storico: via Cintia e via Garibaldi (il decumano della città romana) sull'asse est-ovest, via Roma e via Pennina (il cardo) sull'asse nord-sud.
La piazza ha una forma rettangolare e comunica a sud-ovest con piazza Cesare Battisti, dove si trovano il rinascimentale Palazzo Vincentini (sede della prefettura) e la romanica Cattedrale di Santa Maria. Al suo centro si trova la barocca fontana dei Delfini (del XVII secolo, rinnovata a metà Ottocento). Sulla piazza si affacciano:
- sul lato nord il Palazzo Comunale (XIII secolo, con facciata e portico neoclassici realizzati nel XVIII secolo da Filippo Brioni), affiancato dalla torre di travertino in stile razionalista (1940), e Palazzo Dosi (frutto della rielaborazione di preesistenze nei secoli XVII-XIX), in stile tardo barocco/neoclassico;
- sul lato sud Palazzo Blasetti (XVI secolo);
- sul lato est il caffè Gengarelli al piano terra di Palazzo Capelletti (XVIII secolo);
- sul lato ovest il novecentesco caffè ed albergo Quattro Stagioni.

## Storia

Piazza Vittorio Emanuele II tra gli anni dieci e gli anni venti, con l'albergo della Croce Bianca ancora in loco

La piazza poggia sulla sporgenza rocciosa di travertino dove sorse il nucleo più antico della città. Qui infatti sorgeva il foro della Reate romana, dove sembra fosse presente un Tempio dedicato a Rea (divinità dalla quale sembra abbia preso il nome la città) ed un tempio dedicato alla divinità sabina Pater Reatinus.
Il nome medievale della piazza era platea statuae: vi si conservava infatti, presso la chiesa di San Giovanni  (che si trovava sul lato ovest della piazza e che proprio per questo motivo era detta "San Giovanni in Statua") una statua, che già nel XVII secolo era andata perduta, tradizionalmente identificata con la divinità eponima Rea.

### L'ampliamento della piazza
Nel 1763 fu presentato dall'ingegner Amati un progetto di ampliamento della piazza, che prevede la demolizione della chiesa di San Giovanni e la sua ricostruzione in posizione più arretrata, progetto che venne attuato nel 1774. Nel 1865 il piano stradale dell'intera piazza fu abbassato e la fontana dei delfini, che fino a quel momento si trovava allineata con via Roma, fu spostata più ad est per trovarsi al centro dell'ampliata piazza.

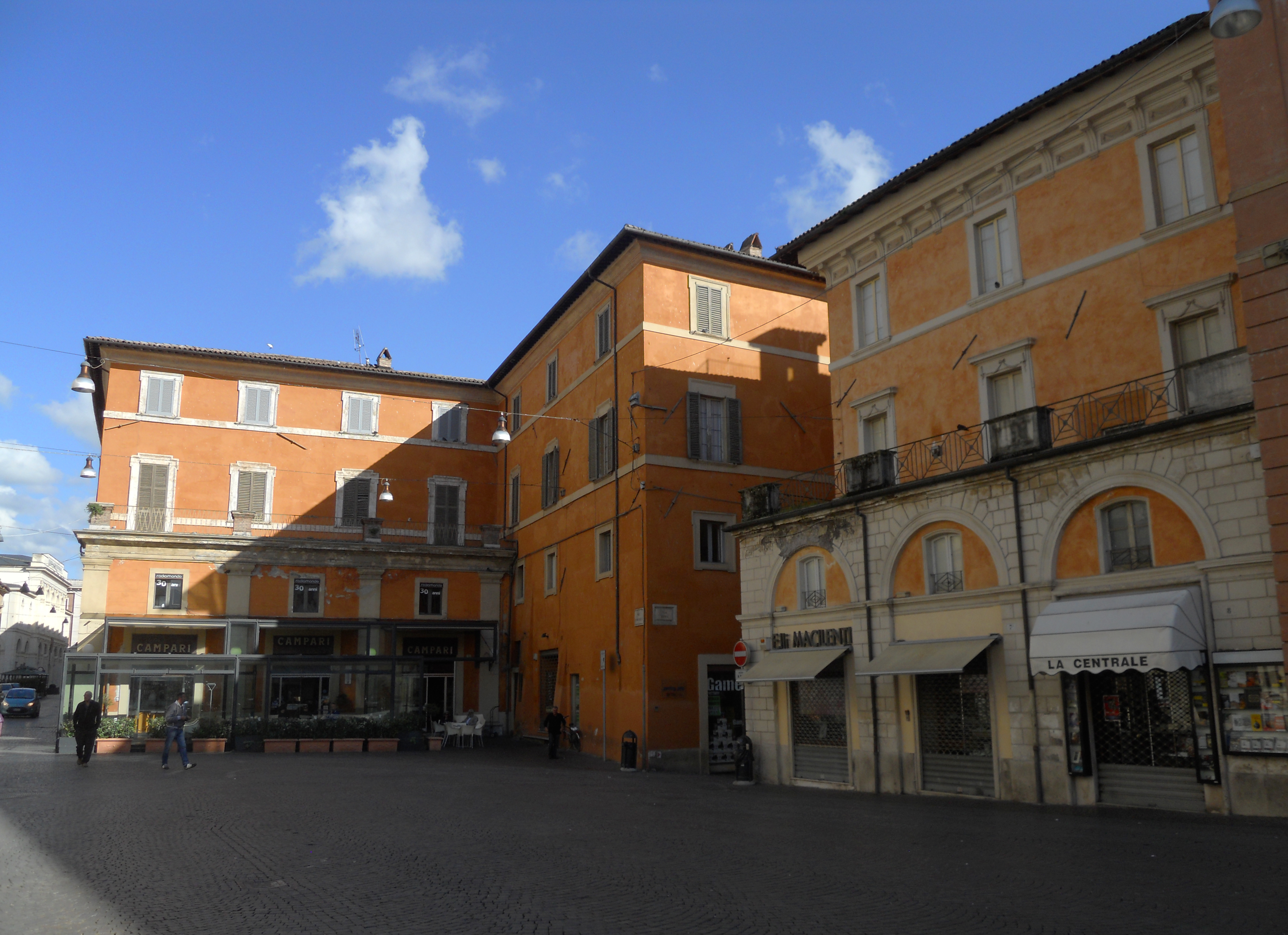
Palazzo Capelletti con il caffè Gengarelli e l'inizio di via Roma

Questo intervento snaturò le proporzioni originarie tra i due lati della piazza e suscitò un dibattito sulla possibilità di allungare le dimensioni anche dell'altro lato della piazza, che però era reso difficile dall'orografia (il terreno scende rapidamente sia a nord che a sud della piazza). Nel 1904 era stato presentato un progetto Blasetti per arretrare il fronte del Palazzo Comunale. Alla fine si decise di non arretrare il palazzo, ma di convertire la sua parte più interna alla piazza in un portico liberamente attraversabile. Questo progetto fu attuato in più tempi: nel 1909 Cesare Bazzani, restaurando il palazzo in seguito ai danni del terremoto del 1898, aprì altri due archi nel portico già esistente; in seguito alla demolizione dell'adiacente albergo della croce bianca, nel 1935 fu aperto l'arco con cui il portico comunica con via Pennina; nel 1953 quello su via Pescheria.

### La costruzione delQuattro Stagioni
Già negli anni dieci l'amministrazione comunale aveva discusso la costruzione di un nuovo albergo nel centro della città, da realizzare con una parte dei finanziamenti stanziati dal governo per la ricostruzione dopo il terremoto della Marsica del 1915, ma l'entrata in guerra fece dimenticare il progetto. Nel 1927, con l'erezione di Rieti a capoluogo di provincia, l'idea venne ripresa: il progetto fu affidato all'architetto Stefano Gentiloni Silveri, e fu deciso che l'albergo (che inizialmente si sarebbe dovuto chiamare Velino) avrebbe occupato il lato occidentale della piazza, dove sorgeva la chiesa di San Giovanni in Statua.

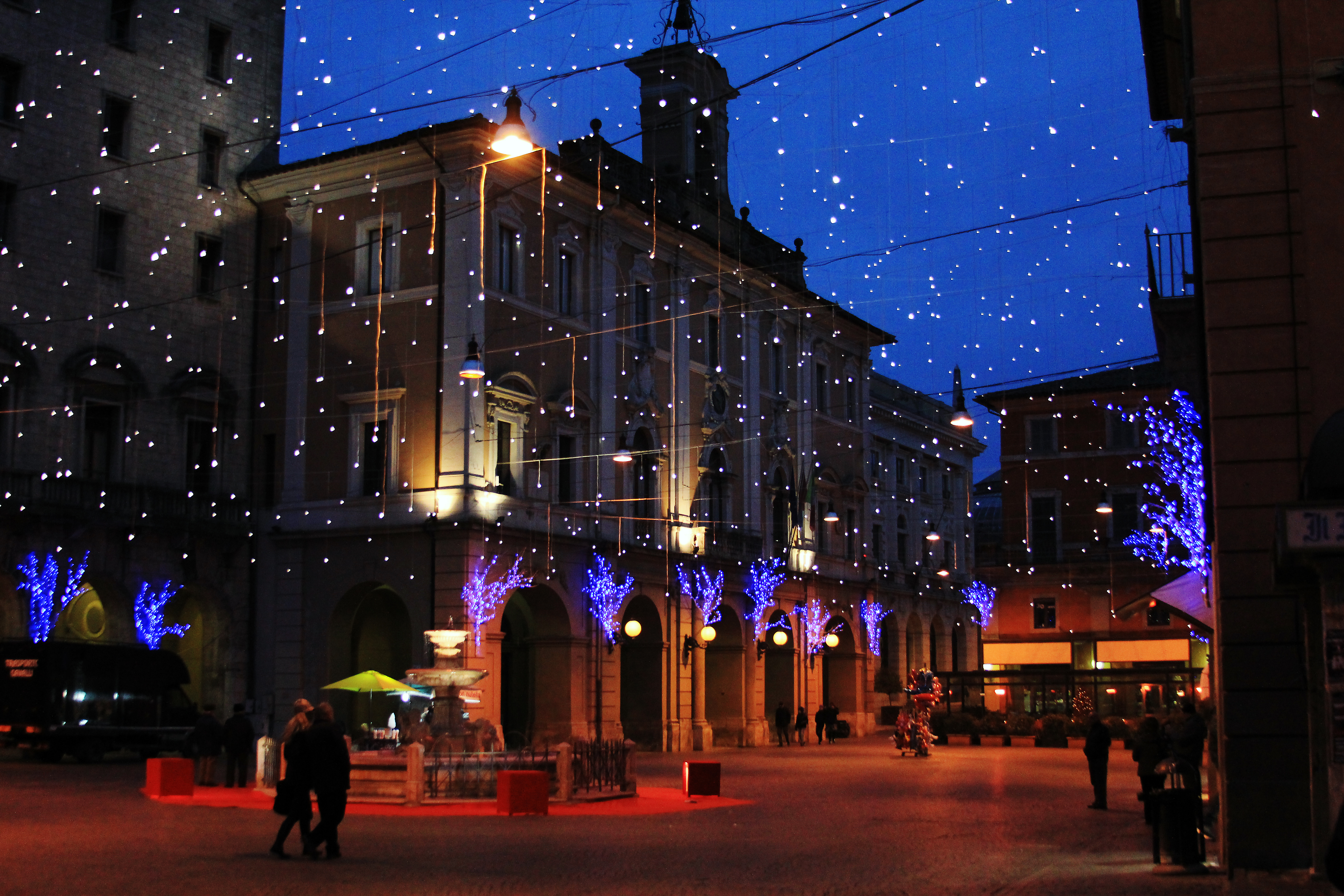
Illuminazione natalizia del 2010

A tale scopo nel 1929 la chiesa di San Giovanni in statua fu demolita, insieme alla canonica alla sua sinistra. Quello stesso anno i fondi destinati alla costruzione dell'albergo furono sostanzialmente ridotti, imponendo una radicale revisione del progetto con la rimozione del porticato che era previsto sul perimetro dell'edificio. I lavori iniziarono nel 1931 e l'albergo, che nel frattempo aveva assunto il nome di Quattro Stagioni, aprì nel 1933; fu inizialmente gestito dalla cantante Lina Cavalieri e vi soggiornò più volte lo stesso Mussolini.
I lavori furono seguiti dall'ispettore onorario ai monumenti ed agli scavi Francesco Palmegiani, che in quello stesso periodo seguiva anche gli scavi per la costruzione del Palazzo delle Poste in via Garibaldi e stava portando avanti un sostanzioso ripristino del Palazzo Vescovile in via Cintia. Palmegiani eseguì numerosi rilievi pubblicati nel saggio Rieti e la regione Sabina, dove scriveva:
Tenuto conto della pendenza, il Palmegiani concluse che il piano dove poggiava questo edificio è lo stesso del lastricato trovato a cinque metri e mezzo di profondità sotto il palazzo delle Poste, ed in piazza Cesare Battisti di fronte al palazzo dell'intendenza di finanza, permettendo di circoscrivere l'area dell'antico forum allo spazio compreso tra l'ex Chiesa di San Giovanni, la ex Porta Romana agli inizi di via Roma e fino alla zona di Teatro Flavio Vespasiano e Cassa di Risparmio. Per cui «escludendo che tale muro potesse essere parte della septa, ne consegue che l'edificio [...] facesse parte del Foro o delle adiacenze, potendo probabilmente costituire la basilica, o un tempio, o un edificio ad altra destinazione adibito».
Contestualmente all'edificazione del Quattro Stagioni fu demolito il vecchio Albergo della Croce Bianca, edificio attribuito da alcuni al Valadier gravemente danneggiato dal terremoto del 1898, che era accanto al municipio. Al suo posto, nel 1940 fu costruita la torre in travertino, opera di G. Battistrada, in posizione arretrata rispetto al municipio e all'albergo preesistente.

### Rimozione e ripristino della fontana

La piazza negli anni Sessanta, senza fontana e con le automobili

Per facilitare il traffico automobilistico, nel 1930 viene rimossa dalla piazza la Fontana dei Delfini, che fu spostata in piazza XXIII Settembre nel quartiere Madonna del Cuore; al suo posto fu collocato un salvagente pedonale.
Nel corso della seconda guerra mondiale, fu scavato sotto la piazza un cunicolo che collegava Palazzo Comunale e Palazzo della Prefettura in funzione di rifugio antiaereo, situato dieci metri sotto la superficie e lungo circa 150 metri. Il cunicolo è stato ispezionato nel 2015, in occasione del 70° della liberazione e di lavori di rifacimento della pavimentazione nelle piazze.

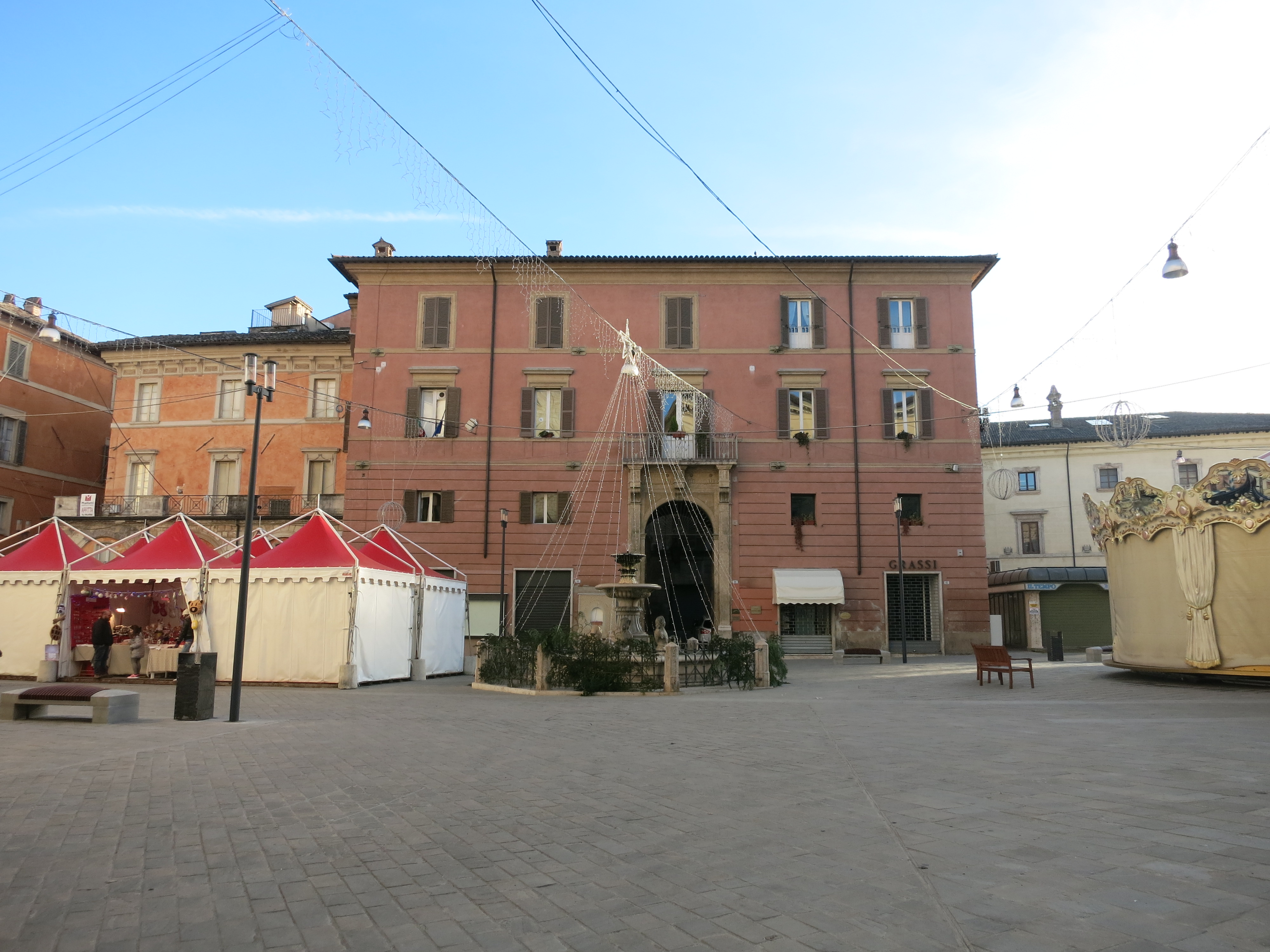
Palazzo Blasetti e la piazza nel Natale 2015, con la nuova pavimentazione

Negli anni sessanta la piazza ospitò anche un distributore di benzina, che si trovava dove ora è l'edicola. Negli anni successivi le automobili sono state gradualmente allontanate dalla piazza: in seguito ad una petizione popolare, nel luglio del 1988 la Fontana dei Delfini fu ricollocata nella sua posizione originaria. Negli anni novanta quasi tutta la piazza fu chiusa al traffico (ad eccezione del breve prolungamento di via Cintia fino alla svolta in via Pennina), come anche l'intera via Roma; con le modifiche del 2013 alla ZTL sono diventati pedonali anche tutti gli altri accessi alla piazza (fino all'INPS in via Cintia e fino al teatro Vespasiano in via Garibaldi). Tra il 2014 e il 2015 la piazza è stata ripavimentata in pietra di Pianello (progetti PLUS) e la vicina piazza Cesare Battisti è stata riqualificata eliminando il parcheggio; durante i lavori sono stati effettuati scavi stratigrafici, e sono emersi nuovamente muri di epoca romana in opus reticolatum, parti di pavimento a mosaico e scheletri appartenenti al cimitero della chiesa di San Giovanni in statua, ritrovamenti che sono stati georeferenziati e saranno visibili virtualmente al Museo civico.